# Lightning Returns: Final Fantasy XIII
Lightning Returns: Final Fantasy XIII (ライトニング リターンズ ファイナルファンタジーXIII, Raitoningu Ritānzu: Fainaru Fantajī Sātīn) é um jogo eletrônico RPG de ação desenvolvido e publicado pela Square Enix originalmente para o PlayStation 3 e Xbox 360, posteriormente também para Microsoft Windows, iOS e Android. O jogo faz parte da Fabula Nova Crystallis, uma subsérie dentro da franquia Final Fantasy, sendo uma sequência direta de Final Fantasy XIII-2 que conclui a linha de história iniciada em Final Fantasy XIII. Lightning Returns emprega uma jogabilidade renovada em relação aos dois jogos anteriores, com um sistema de batalha mais orientado para ação e a habilidade de trocar os figurinos da personagem principal.
A história se passa quinhentos anos após o final de XIII-2. Lightning, a protagonista do primeiro jogo e uma personagem importante do segundo, acorda após uma hibernação apenas treze dias antes  do fim do mundo, sendo escolhida pelo deus Bhunivelze para salvar a humanidade, incluindo antigos amigos e aliados que desenvolveram enormes fardos emocionais. Ela acaba descobrindo durante suas viagens a verdade sobre o destino do mundo e os verdadeiros objetivos de Bhunivelze.
O desenvolvimento começou em maio de 2012, pouco após o lançamento do último conteúdo para download de XIII-2, sendo anunciado em setembro do mesmo ano durante um evento comemorativo dos 25 anos da franquia Final Fantasy. A maioria dos membros da equipe dos dois jogos anteriores retornaram, com ele sendo desenvolvido pelo Primeiro Departamento de Produção da Square Enix em parceria com a tri-Ace. A equipe tinha a intenção de criar um fim conclusivo para a história de Lightning  e do universo XIII, além de abordar as críticas feitas para os títulos anteriores.
Lightning Returns foi lançado em novembro de 2013 no Japão e em fevereiro de 2014 na América do Norte e Europa. Ele foi o 17º jogo mais vendido de 2013 e recebeu críticas mistas: apesar de vários elogios terem sido feitos para o sistema de batalha, as opiniões foram mais divididas sobre os gráficos, limite de tempo e outros aspectos da jogabilidade, enquanto sua história e personagens foram descritos como fracos e mal desenvolvidos.

## Jogabilidade
O jogador controla diretamente a personagem Lightning através de uma perspectiva em terceira pessoa, podendo interagir com objetos, pessoas e inimigos. A câmera pode ser rotacionada ao redor da personagem permitindo uma visão de 360° dos arredores. O mundo de Lightning Returns, assim como em Final Fantasy XIII e Final Fantasy XIII-2, é renderizado em escala relativa à personagem, que pode navegar pelos cenários a pé ou em algumas áreas montando um chocobo, grandes aves galiformes recorrentes da série Final Fantasy. O jogador pode navegar livremente pelo mundo aberto do jogo, explorar cidades e áreas rurais, e aceitar missões passadas por diversos personagens não jogáveis. Lightning também consegue correr por períodos limitados, além de escalar e pular. Lightning Returns possui três níveis de dificuldade: fácil, normal e difícil, com o último sendo desbloqueado após completar o jogo uma vez. Existe também uma opção Novo Jogo+, em que os jogadores começam a história mantendo todos os seus equipamentos e habilidades adquiridas anteriormente. O relógio interno do jogo funciona continuamente durante a navegação normal, com um dia equivalendo entre duas e três horas no mundo real no modo fácil e uma hora nos modos normal e difícil. O cronômetro começa com sete dias dentro do jogo, porém pode ser aumentado até treze. Ele para durante cutscenes, conversas e batalhas. Lightning também pode parar o tempo através de uma habilidade chamada Chronostasis.
Missões estão ligadas diretamente com o crescimento de Lightning: a medida que ela completa desafios, suas estatísticas melhoram, com as missões principais da história produzindo as maiores melhorias. Muitas missões secundárias só podem ser ativadas em determinados momentos, já que a construção em tempo real do mundo significa que os personagens não jogáveis estão em constante movimento e só aparecem em certos lugares em certas horas. Lightning também pode aceitar desafios colocados na Tela das Orações, um quadro de informações existente em todas as localidades principais. Lightning ganha uma porção de Eradia, uma energia espiritual recuperada quando os fardos de uma pessoa são retirados, ao completar desafios dados por personagens não jogáveis. Às 6h de todos os dias ela é levada de volta para a Arca, um lugar onde o relógio do jogo não anda. Lá, Lightning entrega toda a Eradia recolhida para uma árvore chamada Yggdrasil: o relógio é estendido em um dia se ela conseguiu uma quantidade suficiente. A personagem também pode reabastecer seus suprimentos e adquirir novos equipamentos. Outro aspecto do jogo são os Serviços do Mundo Exterior, em que os jogadores podem tirar fotos e compartilhá-las no Facebook e Twitter. O compartilhamento com o Facebook foi desabilitado em abril de 2015, enquanto todos os outros Serviços do Mundo Exterior restantes foram encerrados em abril do ano seguinte.

### Combate

O sistema de batalha de Lightning Returns: Final Fantasy XIII, com a barra ATB, as habilidades disponíveis, a vida de Lightning e os pontos de energia visíveis. Acima do inimigo está sua saúde e o medidor de cambaleamento.

O sistema de batalha de usado é o "Style-Change Active Time Battle", que usa elementos do tradicional "Active Time Battle" da série com sistema Paradigma utilizado em Final Fantasy XIII e Final Fantasy XIII-2, também se assemelhando com o sistema empregado em Final Fantasy X-2. Lightning tem acesso a diversos figurinos customizáveis com diferentes conjuntos de poder. Cada roupa tem sua própria barra ATB e suas ações são mapeadas nos botões do controle, significando que o usual menu de combate não é mais necessário; isso também permite que a personagem se movimente pelo campo de batalha de maneira limitada. A maioria dos figurinos e acessórios podem ser comprados em lojas dentro do jogo ou ganhados ao completar uma missão. Roupas, itens, escudos e armas mais fortes são desbloqueadas no modo difícil, além do acesso a áreas e chefes mais desafiadores. Lightning pode equipar diretamente três conjuntos de poderes, possuindo espaços adicionais para outros que podem ser equipados fora de batalha. Ela pode ser equipada com uma arma de combate corpo a corpo (espada, lança, etc.), um escudo e um acessório cosmético. A cor de cada figurino pode ser customizada; existem opções para modificar porções específicas ou a roupa inteira.
Como em Final Fantasy XIII, os inimigos aparecem no campo aberto e podem ser enfrentados ou evitados. O número de inimigos aumenta durante a noite, com sua capacidade de infligir maior dano também aumentando conforme os dias de jogo passam. Após matar as versões "normais" dos oponentes, uma versão final aparece como chefe. Derrotá-lo gera uma grande recompensa e faz com que esse tipo de inimigo seja extinto na determinada área do jogo. A batalha começa quando Lightning ataca um oponente ou é atacada. O monstro e Lightning perdem uma pequena porção de vida se forem atingidos por algum ataque. A barra ATB da personagem é drenada após ela realizar um ataque, forçando a mudança do tipo de ação para a investida seguinte; a barra se recarrega automaticamente quando não está sendo usada. Lightning usa suas várias espadas para ataques corpo a corpo e magia para ataques de longa distância. Ela pode bloquear investidas inimigas com seu escudo e também tem a opção de se desviar. Todo inimigo possui um medidor de cambaleamento, representado por uma linha atrás de sua barra de vida. Esse medidor oscila a medida que Lightning inflige certos tipos de ataques mágicos ou físicos. O inimigo eventualmente fica cambaleante, deixando-o vulnerável para ataques de grandes danos. A personagem também pode gastar Pontos de Energia para realizar movimentos especiais ou ativar habilidades, como Overclock (que diminui a velocidade do tempo para os oponentes e permite que ela ataque mais vezes) e Army of One, o movimento principal de Lightning. A personagem ganha gil, a moeda do jogo, ao vencer batalhas e recupera um pouco de sua barra de Pontos de Energia. Nos modos normal e difícil, uma hora do relógio do jogo é perdida se Lightning foge ou é derrotada em combate. O jogador não recupera automaticamente seus Pontos de Vida depois de uma batalha, como nos dois jogos anteriores, mas sim precisa de remédios comprados em mercados e lojas. Também não existe nenhum modo de auto-combate, com Lightning precisando ser controlada manualmente o tempo todo. A personagem regenera sua vida no modo fácil se ficar parada.

## Sinopse

### Mundo
Lightning Returns se passa após os eventos de Final Fantasy XIII e Final Fantasy XIII-2. Lightning foi um das seis pessoas que em XIII foram escolhidas por um semi-deus fal'Cie para serem transformadas em l'Cie, servos dos fal'Cie agraciados com poderes mágicos e um Foco – uma tarefa que precisa ser completada dentro de um limite de tempo; aqueles que são bem sucedidos em seu Foco entram em estase de cristal, enquanto os que falham se transformam em monstros chamados Cie'th. O Foco dos seis era fazer com que o grande mundo flutuante artificial de Cocoon caísse no planeta Gran Pulse, matando todos os humanos morando no primeiro. No final do jogo, duas das l'Cie se transformaram em um enorme pilar de cristal para apoiar Cocoon, impedindo a catástrofe. Os outros l'Cie voltam para a forma humana por ação de Etro, a divindade responsável por manter o equilíbrio entre o mundo mortal e o Reino Invisível. É revelado em XIII-2 que a interferência de Etro permitiu que uma parte do caos, uma energia aprisionada no Reino Invisível, escapasse e distorcesse a linha do tempo após a queda de Cocoon. Lightning foi levada para o Valhalla, a capital da deusa, decidindo ficar para protegê-la. Sua irmã Serah Farron parte três anos depois para corrigir as distorções e encontrar Lightning, enquanto as pessoas vivendo em Gran Pulse constroem uma nova Cocoon já que a antiga está destinada a cair. Os protagonistas acabam sem querer causando a morte de Etro, permitindo que o caos entrasse no mundo mortal e trazendo o fim do tempo. Serah morre e Lightning perde a vontade de viver. O espírito de sua irmã aparece e ela entra em estase de cristal a fim de preservar a esperança.
Os eventos de Lightning Returns acontecem quinhentos anos depois do final de XIII-2 e durante os treze últimos dias da existência do mundo. O mundo de Gran Pulse foi consumido pela liberação do caos, com a exceção de algumas ilhas chamadas Nova Chrysalia. A nova Cocoon, chamada de Bhunivelze em homenagem ao deus do universo, atua como satélite do planeta. O caos congelou o envelhecimento humano e nenhuma criança nasceu devido a morte de Etro, fazendo com que a população humana estagnasse e diminuísse. Duas religiões rivais surgiram ao longo dos séculos e dominam a vida do povo de Nova Chrysalia: a Ordem da Salvação, que idolatra Bhunivelze; e os Filhos de Etro, um culto rebelde que idolatra a deusa da morte. O mundo em si é dividido em quatro regiões, cada uma dominada por um humor e ambiente específico. A cidade de Luxerion é a capital daqueles fiéis à Ordem. A capital do prazer Yusnaan é uma cidade em que as pessoas vivem em constante estado de celebração. As Dunas Mortas são um deserto dominado por ruínas. E as Terras Selvagens é uma área onde ficava a antiga cidade de Academia, também abrigando os restos de Valhalla. Dentro de Bhunivelze, a nova Cocoon, está a Arca, uma zona em que o tempo está congelado.

### Personagens

Os personagens principais de Lightning Returns: Final Fantasy XIII. Do topo da esquerda para a direta: Yeul, Caius, Fang, Vanille, Noel, Snow, Serah, Mog, Sazh, Lumina, Lightning e Hope.

Lightning, uma personagem central de XIII e XIII-2, é a protagonista do jogo, a única personagem jogável e sua narradora. Outros personagens importantes dos títulos anteriores também aparecerem: Hope Estheim ajuda Lightning através de um comunicador; Snow Villiers, devastado pela morte de sua noiva Serah Farron, torna-se o líder de Yusnaan e o último l'Cie do mundo; Oerba Dia Vanille e Oerba Yun Fang, libertadas de suas estases de cristal, seguem caminhos separados, com Fang se tornando líder de um grupo de bandidos nas Dunas Mortas e Vanille ganhando o poder de ouvir as vozes dos mortos, sendo considerada uma santa e ficando sob a proteção da Ordem da Salvação. Noel Kreiss vira um vigilante em Luxerion por sentir-se culpado por seu papel nas mortes de Etro e Serah e na atual situação do mundo. Sazh Katzroy e seu filho Dajh vivem nas Terras Selvagens. A região também tornar-se a casa de Mog, o companheiro moogle de Serah e Noel em XIII-2; Caius Ballad, o antigo adversário de Lightning e o responsável por libertar o caos; e Paddra Nsu-Yeul, uma antiga vidente cujo ciclo de morte e reencarnação foi a motivação das ações de Caius. Personagens novos incluem Lumina, uma misteriosa doppelgänger de Serah que ajuda e atrapalha Lightning durante suas missões; e Bhunivelze, a principal divindade do universo que escolhe Lightning como a salvadora do mundo.[carece de fontes?]

### Enredo
Lightning é acordada de sua estase de cristal pelo deus Bhunivelze após dormir por quinhentos anos. O mundo irá acabar em treze dias e ela é feita a salvadora da humanidade, uma figura que irá libertar as almas das pessoas dos fardos de seus corações e guiá-las para o novo mundo que Bhunivelze criará ao final dos treze dias. Lightning aceita a tarefa para salvar e garantir o renascimento do espírito de sua irmã Serah Farron. Hope Estheim atua como seu guia a partir da Arca, que abriga as almas salvas da humanidade; foi o deus que o escolheu para essa função e o fez retornar para sua forma física de catorze anos de idade. Durante sua jornada realizando sua missão, ela encontra seus antigos aliados e adversários, muitos dos quais agora carregam pesados fardos emocionais. Ela também é seguida por Lumina, que lhe aconselha e a provoca em intervalos regulares.[carece de fontes?]
Lightning investiga uma série de assassinatos em Luxerion onde todas as vítimas combinam com sua própria descrição. Ela também é seguida durante suas viagens por Noel Kreiss, que ficou obcecado com uma profecia que ele precisa matar Lightning a fim de garantir um mundo melhor e a volta de Paddra Nsu-Yeul. Os dois brevemente se aliam  para derrotar os Filhos de Etro, responsáveis pelos assassinatos, e em seguida se enfrentam. Lightning usa a raiva de Noel para que ele perceba e aceite seus erros, removendo seu fardo emocional. Depois disso ela se encontra com Oerba Dia Vanille na catedral da Ordem da Salvação. Vanille lhe mostra um lugar onde foram reunidas as almas dos mortos.[carece de fontes?] Ela está sendo preparada para um ritual que acontecerá no último dia do mundo e aparentemente vai purificar as almas. Vanille espera se redimir de suas ações passadas dessa maneira. Lightning encontra Oerba Yun Fang nas Dunas Mortas e lhe segue em uma jornada através dos calabouços da região à procura de uma relíquia chamada Clavis Sagrada. Fang revela ao encontrar o artefato que ele tem o poder de reunir as almas dos mortos e que o ritual em Luxerion irá matar Vanille. Ela tenta destruir a relíquia, porém forças da Ordem chegam e a tomam. As almas dos mortos falam com Lightning no décimo primeiro dia através do aspecto de Cid Raines, um homem que ela havia encontrado em Final Fantasy XIII. Ele conta que a Ordem enganou Vanille e planeja sacrificá-la para destruir os mortos, para que os vivos esqueçam de suas existências e sejam "purificados" no renascer do novo mundo. Lightning decide parar o ritual, porém Cid avisa que ela estará desafiando a vontade de Bhunivelze.
Lightning salva um chocobo branco chamado "Anjo do Valhalla" de um ataque de monstros nas Terras Selvagens, cuidando dele até recuperar sua saúde.[carece de fontes?] O chocobo é revelado como sendo Odin, o Eidolon que agia como seu aliado em XIII. Ela encontra Sazh Katzroy, cujo filho Dajh entrou em coma e se recusou a acordar devido ao estado atual do pai. Lightning recupera fragmentos da alma de Dajh, tirando o fardo emocional de Sazh e acordando seu filho.[carece de fontes?] Ela viaja para as ruínas de Valhalla e encontra Caius Ballad e várias versões de Yeul. Lightning luta contra Caius e descobre que ficou preso à vida por causa das Yeuls, dessa forma não podendo ser salvo. Ela também descobre que foi o renascimento perpétuo de Yeul que fez com que o caos vazasse para o mundo mortal e iniciasse os eventos de XIII-2. Lightning em seguida encontra Mog, que é o líder de uma vila moogle, e o ajuda a afastar os monstros que estavam atacando o lugar.[carece de fontes?] Ela se infiltra no palácio de Snow Villiers em Yusnaan e encontra ele se preparando para entrar em uma concentração de caos contida dentro do edifício. Snow planeja absorver o caos, se transformar em um Cie'th e matar Lightning. Ele realiza a transformação e os dois lutam, porém Lightning consegue renovar a esperança de Snow de rever Serah, revertar sua transformação e libertá-lo de seu fardo. Hope revela durante o último dia de Nova Chrysalia que Bhunivelze o usou para vigiar Lightning e que o deus irá se livrar dele assim que a tarefa for completada.
Hope desaparece e Lightning é transportada para Luxerion, entrando na catedral onde ela, Noel, Snow e Fang lutam contra a Ordem para salvarem Vanille. Lightning consegue convencê-la a libertar a alma dos mortos. Esse ato permite que eles encontrem a alma de Serah, mantida dentro de Lumina como proteção, porém Bhunivelze aparece usando Hope como seu hospedeiro e captura todos com a exceção de Lightning. Ela se transporta para um reino transcendental, encontrando Bhunivelze em pessoa e descobrindo que ele esteve condicionando Lightning para ser a substituta de Etro. Lightning consegue ferir o deus na batalha e libertar Hope, se preparando para tornar-se a nova deusa e proteger o novo mundo ao se prender no Reino Invisível junto com Bhunivelze. Uma ilusão de Serah aparece para confrontar Lightning, revelando que Lumina era a manifestação física de suas vulnerabilidades suprimidas. Ela aceita Lumina como parte de si e pede ajuda: Hope, Snow, Noel, Fang, Vanille e os Eidolons respondem seu chamado, cortando o domínio de Bhunivelze sobre as almas da humanidade, incluindo Sazh, Dajh, Mog e a revivida Serah. As almas se unem e derrotam o deus.[carece de fontes?] Depois disso, Caius e as várias versões de Yeul decidem permanecer no Reino Invisível e proteger o equilíbrio entre os mundos no lugar de Etro. A última encarnação de Yeul, que sozinha deseja por uma nova vida, recebe a permissão de acompanhar Lightning e seus amigos. Os Eidolons e Mog partem para o Reino Invisível enquanto Lightning, seus aliados e as almas da humanidade viajam para um novo mundo ondem podem decidir seu próprio destino. Em uma cena pós-créditos, Lightning é vista usando roupas normais e chegando em uma cidade rural, indo se encontrar com um de seus amigos.

## Desenvolvimento

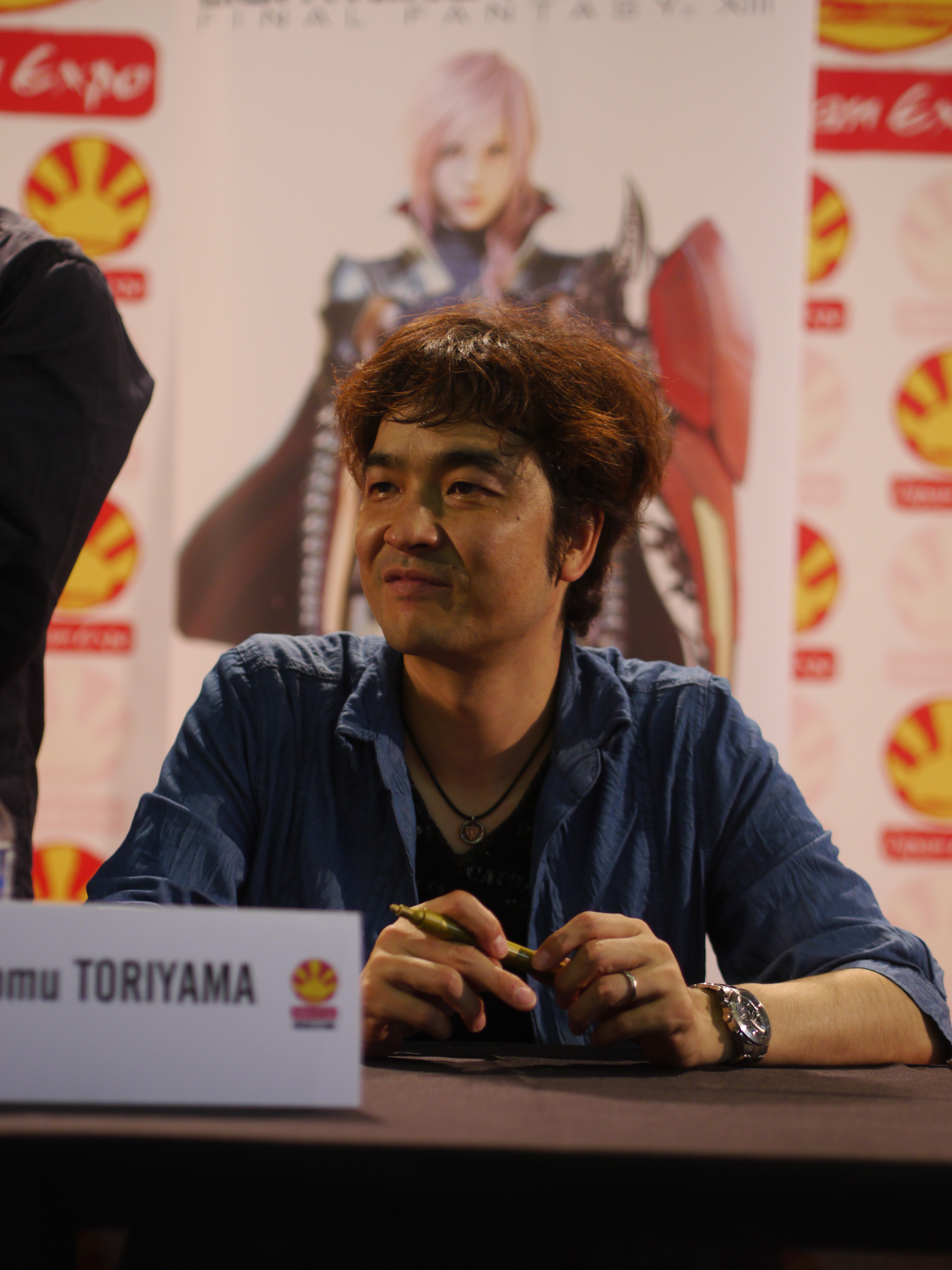
O diretor Motomu Toriyama.

O conceito de Lightning Returns: Final Fantasy XIII se originou durante o desenvolvimento de Final Fantasy XIII-2 enquanto a equipe estava debatendo ideias para possíveis continuações da história e do universo dos jogos, mesmo que naquele momento nenhuma decisão concreta sobre uma segunda continuação de Final Fantasy XIII tivesse sido tomada. O desenvolvimento do jogo começou em maio de 2012, logo depois do lançamento do último conteúdo para download de XIII-2, Requiem of the Goddess. De acordo com o diretor Motomu Toriyama, ele queria contar mais histórias sobre Lightning e o conteúdo para download não foi um final satisfatório para ela. O jogo foi projetado em um período mais curto que outros jogos da série Final Fantasy; o produtor Yoshinori Kitase explicou que isso se deu porque a equipe não queria que os jogadores se esquecessem das histórias dos dois jogos anteriores, com eles precisando trabalhar muito mais como resultado. Outra razão foi que a equipe queria encerrar a série XIII antes do lançamento da nova geração de consoles. O título foi escolhido para ser o último Final Fantasy original lançado nos consoles da sétima geração, com versões para a geração seguinte nunca tendo sido consideradas. A desenvolvedora tri-Ace, que anteriormente já havia trabalhado com a Square Enix em XIII-2, retornou para ajudar a equipe na parte gráfica do jogo.
Um das principais conceitos do jogo era o "renascimento" de Lightning como personagem; essa foi a principal razão citada porque o jogo foi chamado de Lightning Returns e não Final Fantasy XIII-3, além do desejo da equipe de atrair novos jogadores para a série. A personagem também foi deixada mais sombria e vulnerável, principalmente porque Kitase achou que as representações estoicas anteriores dela acabaram por alienar os jogadores. O roteiro principal foi escrito por Daisuke Watanabe, o principal roteirista dos dois jogos anteriores. Toriyama, Watanabe e outros membros da equipe debateram ideias durante o processo de conceituação sobre cenas importantes e os eventos que levariam até elas. O processo de roteirização foi lento, criando dificuldades para o resto da equipe. Por causa disso, Watanabe trabalhou ainda mais a fim de criar um final apropriado para os personagens e a história.
O jogo foi projetado para ser o último título da série XIII (geralmente chamada de a "Saga de Lightning" pela equipe de produção), porém também tinha a intenção de ser independente em relação a franquia Final Fantasy como um todo. Um exemplo dessa quebra das normas da série é o logotipo do jogo, que não foi desenhado pelo artista regular da série Yoshitaka Amano e que foi um de vários criados durante o início do desenvolvimento. O conceito da progressão da história foi chamado de "ditado pelo mundo", em que o mundo que o jogador interage se movimenta independentemente de suas ações: por exemplo, personagens não jogáveis aparecem em locais diferentes dependendo da hora do dia. Esse conceito parcialmente deu origem ao limite de tempo do jogo, que foi sugerido pelo projetista de batalha Yuji Abe após ler sobre o Relógio do Juízo Final. Outra inspiração para o ritmo da história e o limite de tempo foi o filme In Time. O aspecto mundo aberto de Lightning Returns foi muito inspirado no jogo The Elder Scrolls V: Skyrim, enquanto algumas ideias de jogabilidade foram tiradas de Dark Souls. A maioria dos elementos mais pesados da jogabilidade acabaram sendo aparados a fim de deixar o título mais acessível a novatos.
A equipe reutilizou poucos objetos e modelos dos dois títulos anteriores, escolhendo construir uma grande parte do jogo a partir do zero, especialmente na questão do desenho do mundo e comportamento dos personagens não jogáveis. O motor Crystal Tools, empregado nos dois jogos anteriores, precisou de uma grande revisão já que ele não tinha sido projetado para jogos de mundo aberto. Diferentemente dos predecessores, várias das cutscenes de Lightning Returns foram criadas enquanto ele ainda estava em desenvolvimento, significando que muitos objetos e modelos temporários tiveram que ser usados até que as versões finais ficassem prontas. A equipe também precisou checar minunciosamente as várias roupas e armas de Lightning a fim de garantir que não haveria erros nas cutscenes, como por exemplo armas atravessando objetos e cenários, e que a roupa íntima da personagem não aparecesse durante as batalhas mesmo em seus figurinos mais reveladores. Os vários continentes demoraram mais para serem criados do que os ambientes de XIII-2 já que a equipe estava utilizando na maior parte modelos novos, com cenas algumas vezes precisando serem refeitas já que o enredo geral do jogo ainda não tinha sido finalizado quando o desenvolvimento começou. Os dubladores gravaram suas falas bem depois das cutscenes terem sido criadas, diferentemente do procedimento normal de realizar as gravações antes para que elas pudessem ser usadas na animação das expressões dos personagens.
O conceito do sistema de batalha de Lightning Returns originou-se enquanto ideias estavam sendo discutidas para o sistema de Final Fantasy XIII, porém limitações técnicas e problemas de implementação em combates de grupos impediu que fossem utilizadas. Essas ideias ressurgiram quando parte da equipe quis que Lightning mudasse de aparência durante a luta, com a redução para uma única personagem jogável criando espaço de memória para que tal sistema fosse empregado. Ao fazer o sistema girar em torno de uma personagem, os desenvolvedores acabaram removendo a oportunidade de cenas de história entre membros do grupo, algo que Abe citou como sua maior falha. Além de compartilhar elementos de projeto com os dois títulos XIII anteriores, o sistema de batalha também possui similaridades com o de Final Fantasy XV, apesar dos desenvolvedores afirmarem que não foram influenciados diretamente. Quando o conceito do limite de tempo foi anunciado, houve pessoas que acharam que era algo novo demais já que limites de tempo eram vistos como tabus em RPGs eletrônicos. A mecânica originalmente não foi bem recebida por jogadores teste, que não conseguiram completar o jogo em tempo. Em resposta a equipe realizou ajustes para que os jogadores recebessem uma quantidade mais confortável de tempo.
Os vários figurinos de Lightning foram desenhados pelo diretor de arte Isamu Kamikokuryo, o projetista de arte chefe Toshitaka Matsuda e pelo desenhista Toshiyuki Itahana, que anteriormente já havia trabalhado em Final Fantasy XI e na subsérie Final Fantasy Crystal Chronicles. Os três se inspiraram em desenhos de personagens feitos por Amano e as atmosferas dos diferentes locais do jogo. Matsuda e Itahana ficaram responsáveis, respectivamente, pelos desenhos de Bhunivelze e Lumina. Tetsuya Nomura voltou para desenhar os novos visuais de Lightning e Snow Villiers. Kamikokuryo utilizou o tema do jogo de um mundo morrendo para criar Nova Chrysalia, além de incorporar influências culturais e arquiteturais do Oriente Médio, Ásia e Londres durante a Revolução Industrial. Nova Chrysalia foi originalmente concebida como uma única ilha, porém o mundo cresceu no decorrer do processo de desenvolvimento até sua configuração final de quatro ilhas. O projeto em si do mundo aberto foi inspirado em MMORPGs como Final Fantasy XI, descrito por Abe como um "estilo guia turístico". Cada ilha foi projetada para ter um tema e clima bem definido, enquanto suas construções foram realizadas por pequenas equipes, com cada uma controlando seus próprios conteúdos e qualidade. A equipe de arte se inspirou em vários lugares do mundo real: Luxerion e Yusnaan foram inspiradas respectivamente por Paris e Las Vegas, enquanto as Dunas Mortas e as Terras Selvagens foram influenciadas pelo Cairo e Costa Rica. O cenário para a última cena do jogo foi inspirado no sul da Europa.

### Música

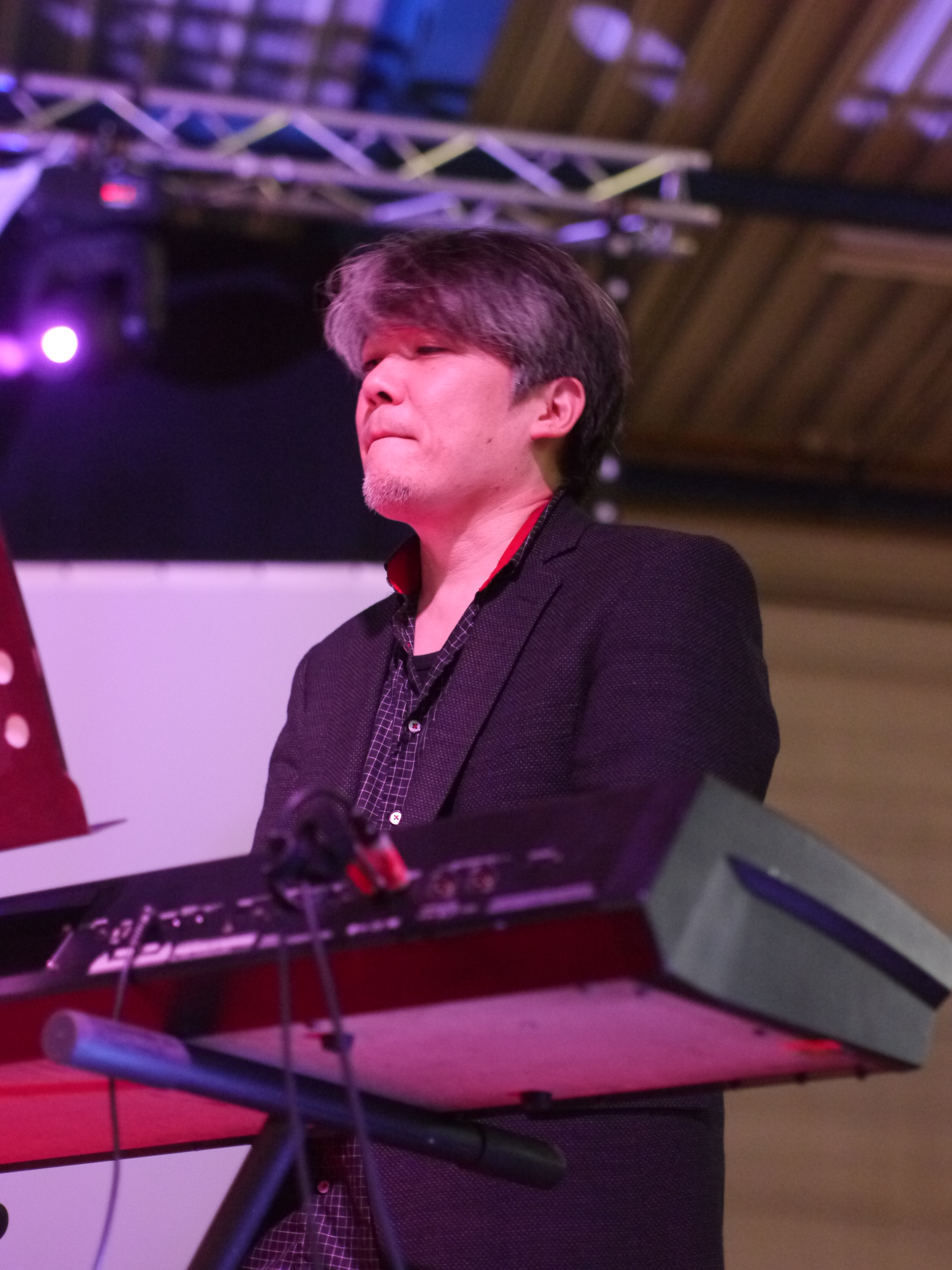
O compositor Masashi Hamauzu.

A música de Lightning Returns foi composta por Masashi Hamauzu, Naoshi Mizuta e Mitsuto Suzuki, os mesmos compositores que tinham trabalhado na trilha de Final Fantasy XIII-2. A banda japonesa Language foi contratada por Suzuki para ajudar nas gravações e remixagem. O processo de gravação ocorreu nos estúdios Mixer's Lab em Tóquio. A Video Game Orchestra foi contratada por Hamauzu para tocar, gravar e mixar a trilha orquestral em seu estúdio em Boston, Estados Unidos. De acordo com o compositor, eles foram a primeira e única escolha para o trabalho. A orquestra recebeu a trilha final em abril de 2013 e Hamauzu esteve regularmente presente nos estúdios para ajudar nas gravações. De acordo com Shota Nakama, o fundador da Video Game Orchestra, o compositor lhe deu permissão para fazer o que quisesse a menos que fosse algo "realmente maluco", com Hamauzu confiando em Nakama e os dois interagindo e trabalhando nas faixas se alguém não gostasse de algum aspecto delas.
A trilha foi criada com uma percussão muito maior que títulos anteriores da série, possuindo como tema principal a música "Senkō", um tema recorrente nos jogos XIII relacionado com Lightning. O tema tinha a intenção de enfatizar o foco na personagem, com várias das faixas relacionando-se diretamente com ela. Elementos musicais étnicos não especificados também foram incorporados na trilha. Cada compositor trabalhou em uma das quatro principais localidades do jogo. Músicas diferentes foram compostas para os períodos da manhã, tarde, anoitecer e noite por causa do ciclo de dia e noite do jogo. Hamauzu escreveu enquanto estava na Suíça a faixa "Kurimuzon Burittsu", a primeira peça de toda a trilha e um dos temas de combate. O tema da última batalha tem treze minutos de duração e tinha a intenção de fazer referência ao numeral do jogo. Diferentemente de vários outros títulos da franquia Final Fantasy, Lightning Returns não possui uma canção tema já que se achou que uma iria diminuir o impacto emocional do final. Ao invés disso os compositores criaram uma peça totalmente orquestral. O tema final, "Epirōgu", foi composto por Hamauzu e Nakama e foi baseado no conceito dos jogos XIII chegando ao fim, tendo também a intenção de transmitir os temas e a atmosfera de toda a trilha sonora. Nakama criou várias versões da composição e as enviou para Hamauzu, que fez alterações e escolheu a versão final. A música do jogo também faz várias referências a temas de títulos anteriores da série Final Fantasy.

## Divulgação
Rumores sobre a existência de uma segunda sequência começaram antes mesmo do lançamento de XIII-2 quando um domínio na internet foi registrado com o nome de Final Fantasy XIII-3, porém essa marca foi registrada pelo ramo ocidental da Square Enix sem conhecimento da companhia principal, alegando também que isso fora apenas uma medida de "precaução". Quando ficou de conhecimento público que XIII-2 terminava com um "Continua", os criadores do jogo divulgaram uma declaração dizendo que esse final tinha a intenção de preparar os jogadores para os pacotes de conteúdos para download que expandiriam a história principal. Entretanto, após o lançamento do último DLC do jogo, executivos da empresa anunciaram que lançariam novos conteúdos relacionados com Final Fantasy XIII no futuro. Em agosto de 2012, durante a preparação para um evento especial de comemoração dos 25 anos da franquia Final Fantasy, foi lançado um site especial chamado "A Storm Gathers" que prometia novos desenvolvimentos para a série XIII e para sua protagonista Lightning. Lightning Returns foi finalmente revelado no evento de celebração, com Toriyama, Kamikokuryo, Abe e Kitase explicando os principais conceitos do título. O lançamento ocidental do jogo foi adiado em dois meses em relação ao japonês devido a grande variedade de diálogos causada pelo ciclo de dia e noite, significando que o processo de tradução, dublagem e sincronização demorou muito mais que o normal. A equipe de desenvolvimento repensou sua estratégia na hora de divulgar e promover o título. Eles trabalharam bem perto de Yohei Murakami, o agente de publicidade e marketing para muitos dos jogos da Square Enix. Lightning Returns apareceu em diversos eventos da indústria de jogos eletrônicos ao longo de 2013. Como parte da campanha, Lightning e vários monstros do universo XIII apareceram em uma série de eventos especiais em Final Fantasy XIV: A Realm Reborn.

### Conteúdo extra
Apesar de Final Fantasy XIII-2 ter recebido uma grande quantidade de conteúdos para download na forma de figurinos extras, episódios de história e novas batalhas, a recepção deles foi mista. Os fãs gostaram das roupas, apesar de algumas reclamações de que eram simplesmente cosméticas, porém a presença de DLCs de história fez com que muitos criticassem o jogo original como incompleto. Em resposta, os desenvolvedores de Lightning Returns decidiram que a história completa do título estaria na versão normal do jogo. Todavia, eles criaram muitos conteúdos para download na forma de figurinos que Lightning poderia usar em combate. Um deles continha as roupas e armas de Cloud Strife, protagonista de Final Fantasy VII, disponível como um bônus de pré-venda, enquanto outro tinha uma coleção de roupas inspiradas em samurais. Além disso, como parte da campanha promocional, a Square Enix do Japão também disponibilizou a roupa de Yuna, uma das protagonistas de Final Fantasy X, como uma das armaduras de Lightning para todos que tivessem comprado uma cópia de Final Fantasy X/X-2 HD Remaster no PlayStation 3 ou PlayStation Vita. O figurino foi posteriormente disponibilizado como um exclusivo de pré-compra na Amazon.com. Novos conjuntos de conteúdos para download foram lançados após a estreia do jogo. No lançamento ocidental, um DLC foi disponibilizado que permitia que os jogadores jogassem com as vozes japonesas. Esse pacote ficou gratuito por duas semanas e então virou pago.

### Merchandise
Lightning Returns: Final Fantasy XIII foi lançado em 21 de novembro de 2013 no Japão e em 11, 13 e 14 de fevereiro de 2014 respectivamente na América do Norte, Austrália e Europa. Além da edição padrão do jogo, uma versão especial chamada "Lightning Ultimate Box" também foi lançada. Ela incluía os três jogos da série XIII, uma estátua de Lightning, uma seleção de música dos jogos, uma caixa especial e um livro com ilustrações. Uma edição limitada de um PlayStation 3 contendo um controle tematizado foi lançado na Ásia. Uma edição de colecionador exclusiva para a América do Norte foi lançada através da loja online da Square Enix. Ela continha uma cópia do jogo, um livro de artes, um relógio de bolso com o logotipo do jogo e códigos de conteúdos para download. Lightning Returns recebeu uma conversão para Microsoft Windows em dezembro de 2015 através da Steam, contendo todos os DLCs de roupas. Um lançamento para iOS e Android ocorreu em fevereiro de 2016.
Como parte da divulgação do jogo no Japão, a Square Enix fez uma parceria com a companhia confeiteira Ezaki Glico para comercializar doces Pocky com uma embalagem de Lightning Returns.  Um livro guia Ultimania foi publicado após o lançamento do jogo, contendo artes conceituais, entrevistas com os desenvolvedores e guias para os inimigos, continentes e eventos do jogo. Originalmente estava agendado a publicação de um romance chamado Chronicle of Chaotic Era, que se passaria entre os eventos de XIII-2 e Lightning Returns, porém o livro foi cancelado já que seu autor Benny Matsuyama acabou adoecendo. Uma novela em três partes intitulada Final Fantasy XIII Reminiscence: tracer of memories foi publicada através da revista Famitsu após o lançamento do jogo. Ela foi escrita por Watanabe e se passa depois dos eventos finais do jogo, assumindo a forma de uma série de entrevistas com os personagens principais.

## Recepção

### Vendas
A versão para PlayStation 3 de Lightning Returns alcançou o topo dos vinte mais vendidos no Japão durante sua primeira semana de lançamento, vendendo pouco mais de 277 mil unidades e superando Super Mario 3D World. A versão de Xbox 360 vendeu apenas quatro mil unidades no mesmo período, menos da metade das vendas iniciais de XIII-2 na mesma plataforma. A versão de PlayStation 3 ficou na 17ª posição dos mais vendidos de 2013 no Japão, alcançando 404.147 unidades. Lightning Returns estrou na terceira posição dos mais vendidos no Reino Unido, enquanto nos Estados Unidos ele ficou na oitava posição entre os dez mais vendidos do mês de fevereiro. O jogo já havia vendido mais de oitocentas mil cópias mundialmente por volta de novembro de 2014.

### Crítica
Lightning Returns: Final Fantasy XIII foi recebido de forma mista pela crítica. O jogo teve uma nota 37/40 na revista japonesa Famitsu, com os quatro editores dando notas de 10, 10, 9 e 8 para ambas as versões de console. A publicação posteriormente lhe concedeu um prêmio de "Excelência" durante sua premiação anual de melhores do ano. O site agregador de notas Metacritic deu à versão de PlayStation 3 uma nota de 66/100, enquanto a versão de Xbox 360 ficou com uma aprovação de 69/100.
O sistema de batalha foi o elemento que ganhou mais elogios. Matt Elliot da PlayStation Official Magazine disse que ele era divertido e pareceu "um Final Fantasy: uma aproximação moderna e energética de um combate que antes era em rodadas". Marty Sliva da IGN gostou muito das lutas, afirmando que "Lightning Returns fez um grande trabalho de me empoderar para criar [um trio de conjuntos de poder] que pareceu único e pessoal". Joe Juba da Game Informer também gostou do combate, que ele considerou ser uma melhora sobre os dois jogos XIII anteriores, dizendo que a troca de conjuntos de poder gerou "um sistema acelerado e de alta tensão que deixas as lutas excitantes". Para a Eurogamer, Simon Parkin o chamou de "talvez a melhor e certamente a mais flexível versão já feita" quando comparada aos dois predecessores, enquanto Kevin VanOrd da GameSpot afirmou que ele "talvez pudesse encontrar um lugar entre os melhores sistemas de batalha de Final Fantasy" se não fossem algumas falhas como o bloqueio. A Famitsu disse que os combates eram "excelentes", também destacando a customização dos figurinos.
A jogabilidade das missões não foi tão bem recebida, com Sliva dizendo que ela lhe fez sentir como estivesse "preso nas primeiras horas de um MMO", enquanto Juba chamou as tarefas de "chatas". Parkin afirmou que as missões "podem parecer triviais sob os olhos de um relógio apocalíptico". VanOrd comentou que apesar de várias tarefas serem "absorvedores por conta própria", ele admirou a capacidade delas de colocar o jogador para explorar o mundo. Dale North da Destructoid  sentiu que o limite de tempo fez das missões "um desperdício do preciso tempo disponível". O limite de tempo em si foi recebido de forma mista. Sliva achou que ele criou "um sentimento de urgência ... que eu realmente gostei", enquanto VanOrd afirmou que ele trabalhou contra o jogador e "colidiu com quase todos os outros aspectos do jogo". Juba gostou de planejar seus dias, porém por outro lado sentiu que o limite de tempo impediu a exploração do mundo e que ele "[limitou] severamente sua habilidade de mergulhar completamente em alguns sistemas". Elliot escreveu que se sentiu pressionado demais pelo limite, algo que ficou desagradável quando juntado com a penalidade de tempo por fugir de batalhas. Já os críticos da Famitsu acharam que esse elemento da jogabilidade não era um fator muito estressante.
Os gráficos também tiveram uma recepção mista. Sliva descreveu os lugares como "visualmente interessantes e variados", ao mesmo tempo que VanOrd afirmou que o jogador "não pode deixar de ficar de boca aberta para o lindo espetáculo diante [dele]". Juba gostou do visual geral e desenho dos personagens principais e do ambiente, entretanto criticou as texturas e os personagens não jogáveis. Elliot elogiou as cutscenes, porém disse que "as ruas paralelas fatigadas e quadradonas pareceram incompletas". Todavia, ele também disse que a natureza expansiva dos ambientes equilibrou essa questão. Os ambientes foram elogiados pela Famitsu, que afirmou que os grandes locais e a falta de dicas sobre onde encontrar missões poderiam fazer com que jogadores novatos demorassem para se acostumarem. De forma geral, ela descreveu o jogo como "muito bom".
Já a história foi bem criticada pela maioria dos críticos. Sliva escreveu que a narrativa "se focou em caminhos desinteressantes que não me deram motivos para me importar com esses personagens com quem eu já passei mais de 100 horas". Juba descreveu a história como "uma piada", dizendo que houve pouquíssimo desenvolvimento para Lightning como personagem e que a narrativa "matou qualquer resquício de investimento que eu tinha no universo". VanOrd achou a grande quantidade de diálogos um recurso perturbador e discordante, enquanto Parkin  afirmou que a narrativa não conseguiu resolver questões presentes nos dois jogos anteriores, apesar de algumas missões secundárias e diálogos terem conseguido suavizar Lightning um pouco.

### Resposta
Tanto Toriyama quanto Kitase responderam às críticas e notas mistas que Lightning Returns recebeu. O diretor disse que grande parte da negatividade vinha do limite de tempo e que as "opiniões sobre o jogo ficaram mais positivas após algum tempo desde o lançamento inicial de Lightning Returns [após os jogadores terem se acostumado com as nuances]". Já o produtor comentou que "não fiquei realmente chocado. Existem críticas negativas e críticas positivas, é uma verdadeira mistura. Quando eu comecei a fazer este jogo eu aceitei desafios novos, então de certa forma eu antecipei que existiriam opiniões mistas, então isso é mais ou menos aquilo que eu tinha previsto".